# Lisa Powell
Lisa Josephine Powell-Carruthers  (ur. 8 lipca 1970 w Sydney) – australijska hokeistka na trawie. Dwukrotna złota medalistka olimpijska.
Występowała w napadzie. Z reprezentacją Australii brała udział w trzech igrzyskach (IO 92, IO 96, IO 00), na dwóch – w 1996 i 2000 – zdobywała złote medale. Z kadrą brała udział m.in. w mistrzostwach świata w 1990 (drugie miejsce), 1994 (tytuł mistrzowski) i 1998 (tytuł mistrzowski), Commonwealth Games w 1998 (złoto) oraz kilku turniejach Champions Trophy (zwycięstwa w 1991, 1993, 1995, 1997, 1999).
Jej młodsza siostra Katrina także była hokeistką i dwukrotną mistrzynią olimpijską. Z kolei jej mąż Stuart Carruthers brał udział w IO 96, na których męska reprezentacja Australii zajęła trzecie miejsce.